# فدریکو اوباما
فدریکو اوباما (انگلیسی: Federico Obama؛ زادهٔ ۴ فوریهٔ ۲۰۰۰) بازیکن فوتبال اهل اسپانیا است.
از باشگاه‌هایی که در آن بازی کرده‌است می‌توان به باشگاه فوتبال اتلتیکو مادرید اشاره کرد.
وی همچنین در تیم‌های ملی فوتبال Equatorial Guinea national under-23 football team و گینه استوایی بازی کرده‌است.